# Aşk Mantık İntikam
Aşk Mantık İntikam – turecki serial z gatunku komedii romantycznej. W głównych rolach występują Burcu Özberk oraz İlhan Şen. Serial miał swoją premierę w Turcji 18 czerwca 2021.

## Opis fabuły
Esra (Burcu Özberk), która pracowała jako kelnerka, wzięła ślub  z inżynierem Ozanem (İlhan Şen), żeby podwyższyć swój standard życia, ale musiała zakończyć to małżeństwo ze względu na trudności jakie w nim przeżywała. Po rozwodzie Ozan otworzył firmę programistyczną i stał się bardzo bogaty. Pewnego dnia Esra  zaczyna pracować w firmie swojego byłego męża, żeby na nowo zdobyć jego serce.

## Obsada
- Burcu Özberk jako Esra Erten
- İlhan Şen jako Ozan Korfali
- Burak Yörük jako Çınar Yılmaz
- Melisa Döngel jako Çağla Yılmaz
- Günay Karacaoğlu jako Zümrüt Korfalı
- Zeynep Kankonde jako Menekşe Erten
- Ceren Koç jako Elif
- Mehmet Korhan Firat jako Ekrem
- Süleyman Atanısev jako Yalçın Erten
- Birgül Ulusoy jako Reyhan
- Sevda Baş jako Zeynep
- Mehmet Yılmaz jako Musa
- Sibel Şişman jako Feraye
- Gözde Duru jako Gaye
- Murat Karasu jako Arif
- Pelin Budak jako Neriman

## Lista odcinków
| Seria | Seria   | Odcinki | Oryginalna emisja | Oryginalna emisja |
| Seria | Seria   | Odcinki | Premiera serii    | Finał serii       |
| ----- | ------- | ------- | ----------------- | ----------------- |
|       | Sezon 1 | 42      | 18 czerwca 2021   | 22 kwietnia 2022  |